# 交響的断章 (ネリベル)
交響的断章（Symphonic Movement）は、ヴァーツラフ・ネリベルが作曲した吹奏楽曲。

## 概要
1965年、ノースウェスタン大学の吹奏楽団と指揮者のジョン・ペインターの委嘱によって作曲された。1966年に出版され、初演者に献呈された。
簡潔な構成と強い個性を持つ、ネリベルの吹奏楽作品の代表作であり、演奏機会も多い。これ以前にもネリベルは《トリティコ》（"Trittico", 1964年）《シンフォニック・レクイエム》（"Symphonic Requiem", 1964年）など本格的な作品を吹奏楽のために書いているが、この作品を「完全に交響的な水準で（completely on a symphonic level）書いた最初の吹奏楽作品」と述べており、《トリティコ》に感銘を受けて作曲を依頼したペインターは作品を受け取ったときの印象を「素晴らしい驚き」であったと語っている。

## 楽器編成
| 木管 | 木管                      | 金管  | 金管     | 弦・打 | 弦・打 |
| ---- | ------------------------- | ----- | -------- | ------ | --- |
| Fl.  | 2, Picc.                  | Crnt. | 3, Tp. 2 | Cb.    | ● |
| Ob.  | 2                         | Hr.   | 4        | Timp.  | ● |
| Fg.  | 2                         | Tbn.  | 3        | 他     | シロフォン、グロッケンシュピール、チューブラーベル、小太鼓、大太鼓、テンプルブロック、ゴング、シンバル（クラッシュ、サスペンデッド）、ウッドブロック、トライアングル |
| Cl.  | 3, E♭, Alto, Bass, C-Bass | Bar.  | ●        | 他     | シロフォン、グロッケンシュピール、チューブラーベル、小太鼓、大太鼓、テンプルブロック、ゴング、シンバル（クラッシュ、サスペンデッド）、ウッドブロック、トライアングル |
| Sax. | Alt. 2 Ten. 1 Bar. 1      | Tub.  | ●        | 他     | シロフォン、グロッケンシュピール、チューブラーベル、小太鼓、大太鼓、テンプルブロック、ゴング、シンバル（クラッシュ、サスペンデッド）、ウッドブロック、トライアングル |

## 楽曲構成
単一楽章で書かれ、演奏時間は6分半から7分程度。
アダージョ、4/4拍子。金管楽器の短音を木管楽器群が弱音で吹き伸ばす印象的な序奏で始まる。ここで提示されるC-Es-E-A-B-Des-Ges-Gの八音は全曲を支配する中心動機となる。アレグロの主部に入ると基本動機が音列的に扱われ、三度の順次進行による動機、同音連打と二度の揺れによる動機と対比されながら精力的に展開していく。
中間部はポコ・メノ・モッソにテンポを落とし、打楽器を中心に点描的な展開を見せる。アッチェレランドしてテンポを戻すと、力強さを増した展開が続く。再びアダージョとなったコーダでは、基本動機を積み上げた和音を奏する金管楽器と、そこに含まれない四音を奏する木管楽器とが対比され、荒々しく終わる。
ネリベルの語法の特徴である強大なユニゾン、強弱や各楽器の音色の極端な対比、執拗なオスティナートなどがここでは顕著な形で現れている。